# Samsung Gear 360
Samsung Gear 360 es un instrumento fotográfico de la empresa surcoreana presentado el 21  de febrero de 2016 durante el Mobile World Congress celebrado en Barcelona, España. Este objeto permite capturar contenido multimedia en 360 grados.
El aparato electrónico se une a la lista de la familia de wearables y accesorios que tiene Samsung con el sobrenombre Gear como las gafas de realidad virtual Samsung Gear VR, el reloj inteligente Samsung Gear 2, los auriculares Samsung Gear Circle, o la pulsera inteligente Samsung Gear Fit.

## Características de la cámara
La cámara que ofrece la empresa de Corea del Sur es esférica, la cual mide 66.7 milímetros de alto, 56.2 milímetros de ancho y tiene 60 milímetros de grosor. Esto le agrega un peso aproximado de 153 gramos. Adicionalmente tiene dos lentes a sus extremos de 15 megapíxeles y con apertura focal de f/2.0 cada uno. Ambos pueden capturar fotografías de treinta megapíxeles en conjunto y grabar vídeo con una resolución 4K de 3,840x1,920 píxeles a 30 frames por segundo. Para trabajos profesionales, Samsung ofrece controles para modificar el balance de blancos, la nitidez, el ISO, el HDR y EV. Para obtener el sonido en los vídeos, la cámara posee en su estructura micrófonos que graban el ambiente de lo que ocurre alrededor de ella.
La cámara Gear 360 tiene una ranura para insertar una tarjeta micro SD con una capacidad máxima de hasta 128 gigabytes donde puede almacenar el contenido multimedia que el usuario desee. También tiene la opción de conectarse a través de Bluetooth a algún Teléfono inteligente Samsung compatible, procesar, enfocar, dirigir la cámara, y guardar desde ahí todas las fotos y los videos que se tomen. A través de la aplicación del teléfono, la gente que utilice el dispositivo podrá compartir todas sus creaciones que se realicen con la cámara directamente a servicios que soporten este tipo de formato de vídeo como YouTube, Facebook, Google Street View, Milk VR, y cualquier otra que admita estos archivos multimedia.
La Gear 360 es resistente a salpicaduras de agua o contra el polvo gracias a que cuenta con la certificación IP53. La empresa agrega que en el caso de los líquidos se les es permitido caer en cualquier ángulo no mayor a los 60 grados con respecto a la vertical pues del otro lado puede causar problemas al equipo fotográfico.
El aparato posee una batería removible  que es cargada directamente en la cámara utilizando un cable que conecta al puerto micro USB. También se le puede agregar un trípode en la parte inferior  que tiene dos funciones: para mantenerla estática y sin movimiento en algún terreno plano o para cargarla con las manos sin obstruir la visión de los lentes.

## Publicidad de la cámara
Para hacer publicidad al producto de Samsung, la empresa subió a su canal de YouTube tres vídeos en 360 grados mostrando lo que puede llegar a hacer su cámara. El primero trata de una presentación de ballet en un salón especializado donde diez bailarinas están practicando y ejecutando movimientos de su disciplina, otro trata de un esquiador que muestra todo el trayecto que recorre volando sobre montañas nevadas, y el último es acerca de una demostración de tres jóvenes que enseñan sus mejores trucos a la cámara con un balón de fútbol.

## Fecha de salida al mercado
El 29 de abril de 2016, Samsung sacó a la venta la primera versión de la cámara Samsung Gear 360 en korea y Singapur. Este modelo es compatible con Samsung Galaxy S6 y posteriores.
El 25 de mayo de 2017, una versión actualizada de la Samsung Gear 360 salió a la venta. Esta nueva versión cuenta con una resolución mejorada, pudiendo capturar videos 360 en 4K, además de permitir compartir video en directo en 2K.

## Cámaras o productos similares
- Nokia Ozo
- LG Cam 360
- GoPro
- Samsung Gear VR